# Jorge Luis Lona
Jorge Luis Lona (* 23. November 1935 in Buenos Aires; † 19. August 2022 in Mendoza) war ein argentinischer Geistlicher und römisch-katholischer Bischof von San Luis.

## Leben
Jorge Luis Lona empfing nach seiner philosophischen und theologischen Ausbildung am 20. Dezember 1979 die Priesterweihe für das Erzbistum San Juan de Cuyo.
Papst Johannes Paul II. ernannte ihn am 20. November 2000 zum Koadjutorbischof von San Luis. Der Apostolische Nuntius in Argentinien, Erzbischof Santos Abril y Castelló, spendete ihm am 20. Dezember desselben Jahres die Bischofsweihe; Mitkonsekratoren waren Juan Rodolfo Laise OFMCap, Bischof von San Luis, Alfonso Delgado Evers, Erzbischof von San Juan de Cuyo, und Ítalo Severino Di Stéfano, Alterzbischof von San Juan de Cuyo.
Nach der Emeritierung Juan Rodolfo Laises OFMCap folgte er ihm am 6. Juni 2001 als Bischof von San Luis nach.
Am 22. Februar 2011 nahm Papst Benedikt XVI. sein aus Altersgründen vorgebrachtes Rücktrittsgesuch an. Jorge Luis Lona starb am 19. August 2022 im Alter von 86 Jahren im Hospital Español in Mendoza.